# Siemens Velaro
El Siemens Velaro es una familia de trenes de alta velocidad con potencia distribuida, de gran rendimiento. En esta serie todos los vagones son de pasajeros, ya que al estar los bogies de tracción distribuidos por todo el tren, no existen cabezas tractoras. Actualmente hay 5 subseries de esta familia para 4 redes diferentes.
La DB tiene los modelos ICE 3 (serie 403 de DB) o ICE 3 Mehrsystem (serie 406 de DB), estas series están compuestas de 8 coches, con una velocidad comercial máxima de 330 km/h, aunque las redes de Alemania aún no están preparadas para superar los 300 km/h. 
La versión ICE 3M del tren difiere de la ICE 3, en que es multisistema, está preparado por diferentes redes, siendo así cuadritensión y con 9 sistemas de señalización diferentes. 
La potencia de ambos modelos son 8.000 kW.
Renfe-Operadora también tiene trenes de la familia Velaro, concretamente el Velaro E o serie 103, este tren es el más potente de todos los Velaro ya que Renfe encargó a Siemens una variante que fuese capaz de recorrer los 600 km entre Madrid y Barcelona por el Corredor Noreste de Alta Velocidad en 2h 30min. De este modo, esta versión del Velaro tiene 8.800 kW de potencia, una velocidad comercial de 310 km/h y una máxima de 360 km/h. Alcanzó los 403 km/h en una prueba, ostentando hasta la actualidad el récord de velocidad de un tren en España. La versión española es monotensión y solo tiene los sistemas de señalización utilizados en las líneas de alta velocidad de España (ASFA, ERTMS y LZB).
Los ferrocarriles rusos también han incorporado del Velaro RUS con diferente gálibo, una velocidad máxima de 250 km/h y capacidad para 600 pasajeros en una versión del tren con 10 remolques y de 250 m de longitud.  Estos trenes de alta velocidad, llamados Sapsan (en ruso significa "halcón peregrino") dan servicio en la línea Moscú - San Petersburgo.
China también ha pedido un total de 60 trenes de la familia Velaro, con un ancho 300 mm mayor, con lo que la capacidad del tren de 8 coches también será de 600 pasajeros.
Eurostar encargó 17 composiciones Eurostar e320, derivadas del Velaro Ice 3, con el fin de renovar su flota y poder operar hacia las grandes ciudades de Europa.
La Empresa Estatal de Ferrocarriles Turcos (TCCD) firmó con contrato para la adquisición de 17 unidades Velaro TR para circular a velocidades de 300 km/h.
En 2022 Egipto firmó un contrato para comprar 41 unidades Velaro compuestas de 8 coches.

## Imagen

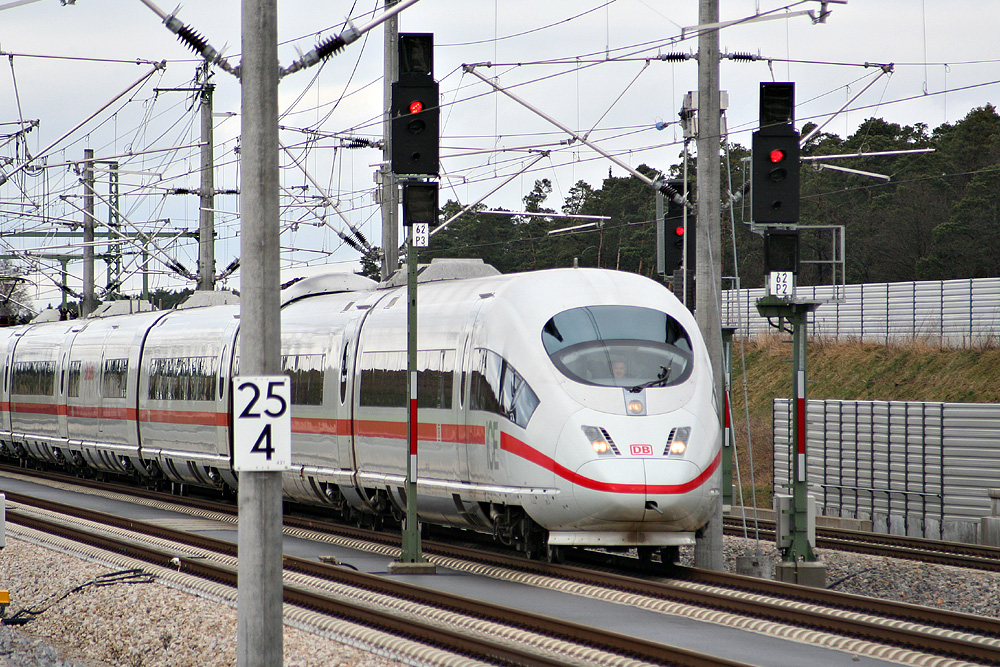
ICE 3, Deutsche Bahn
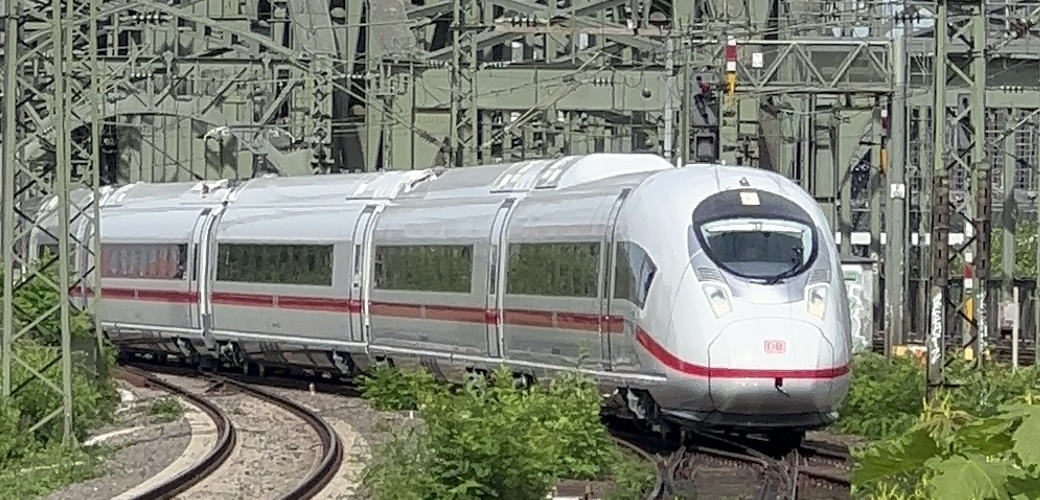
ICE 3 Neo, Deutsche Bahn
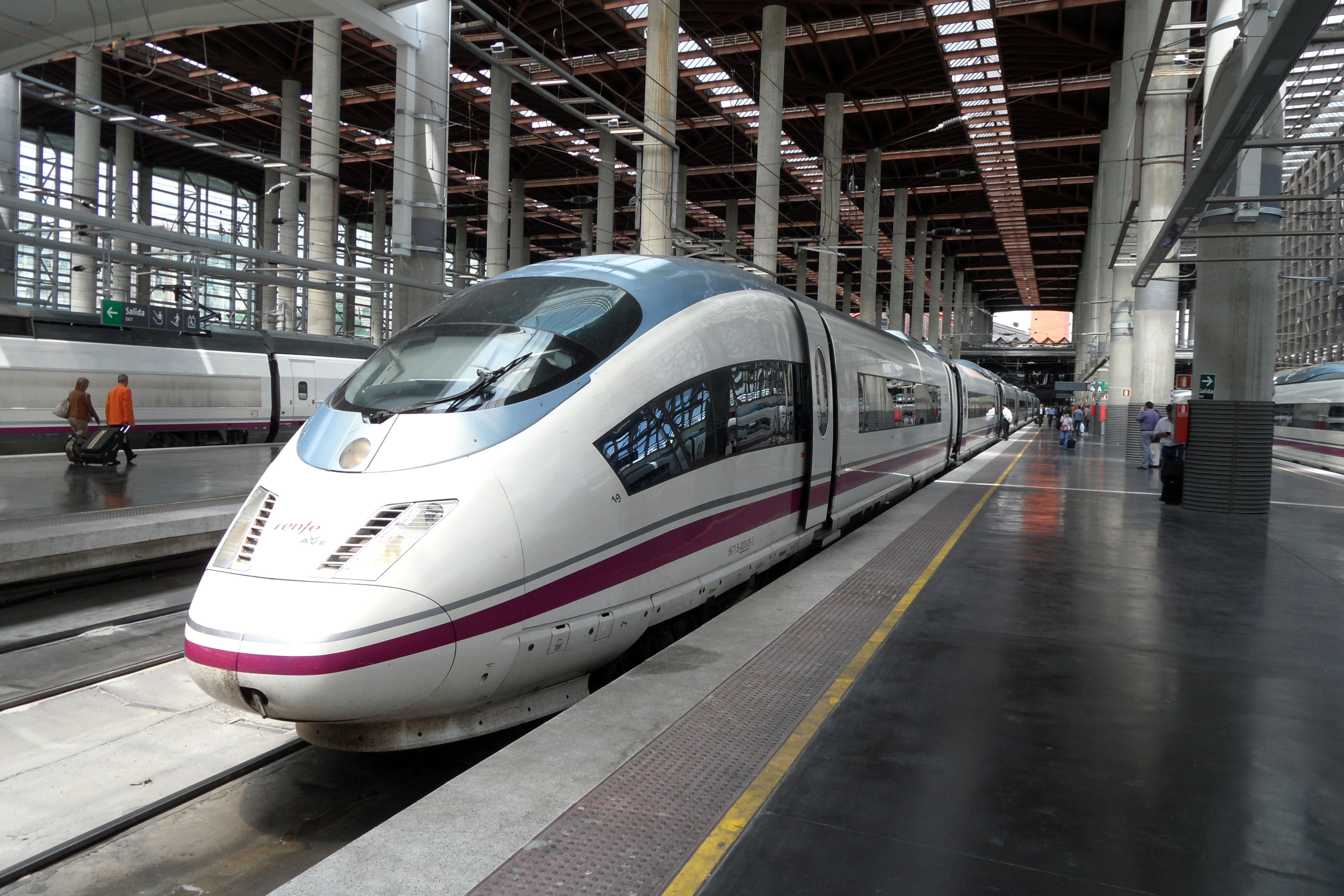
Velaro E, Serie 103 de Renfe
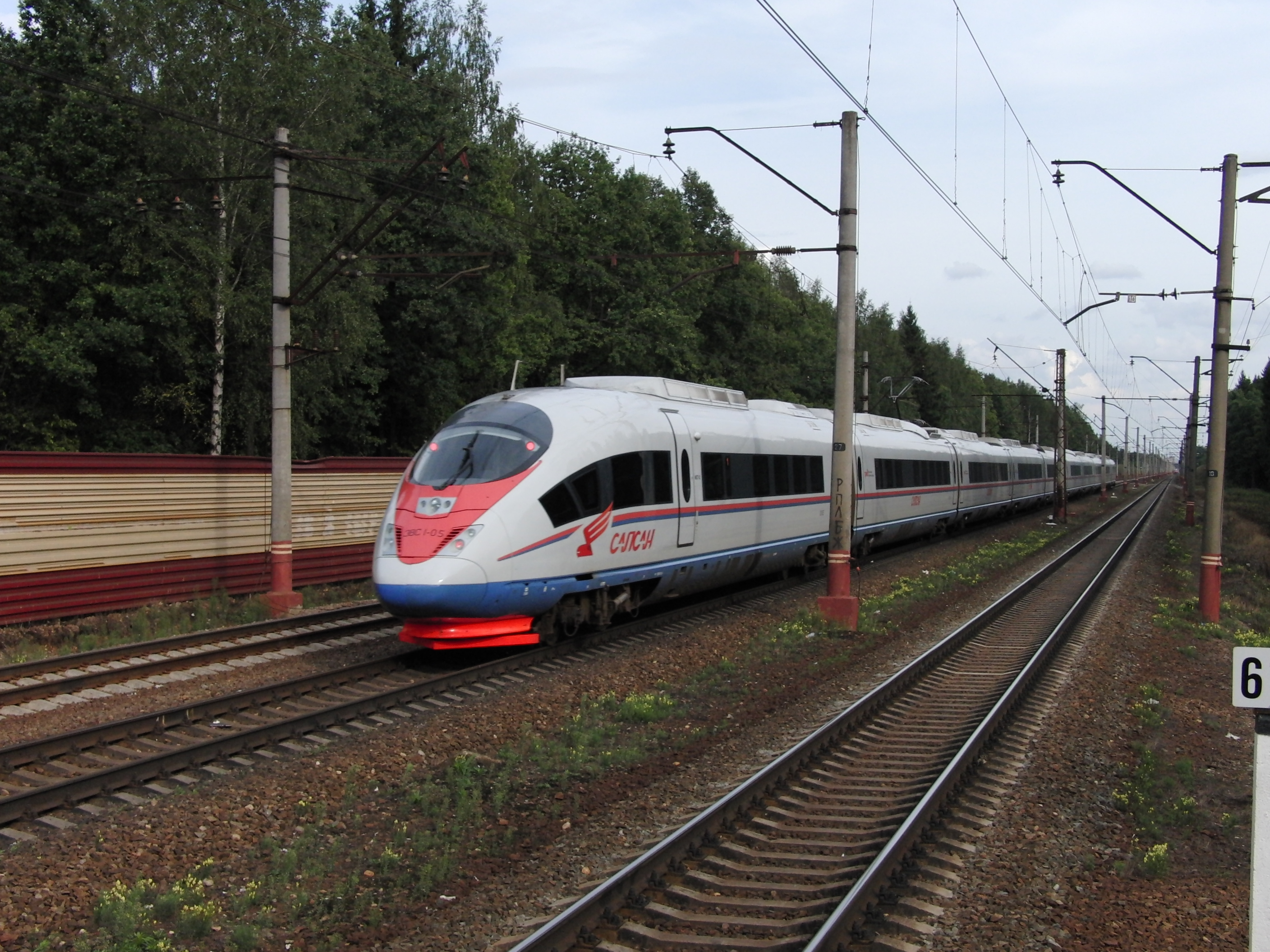
Velaro RUS, Sapsan
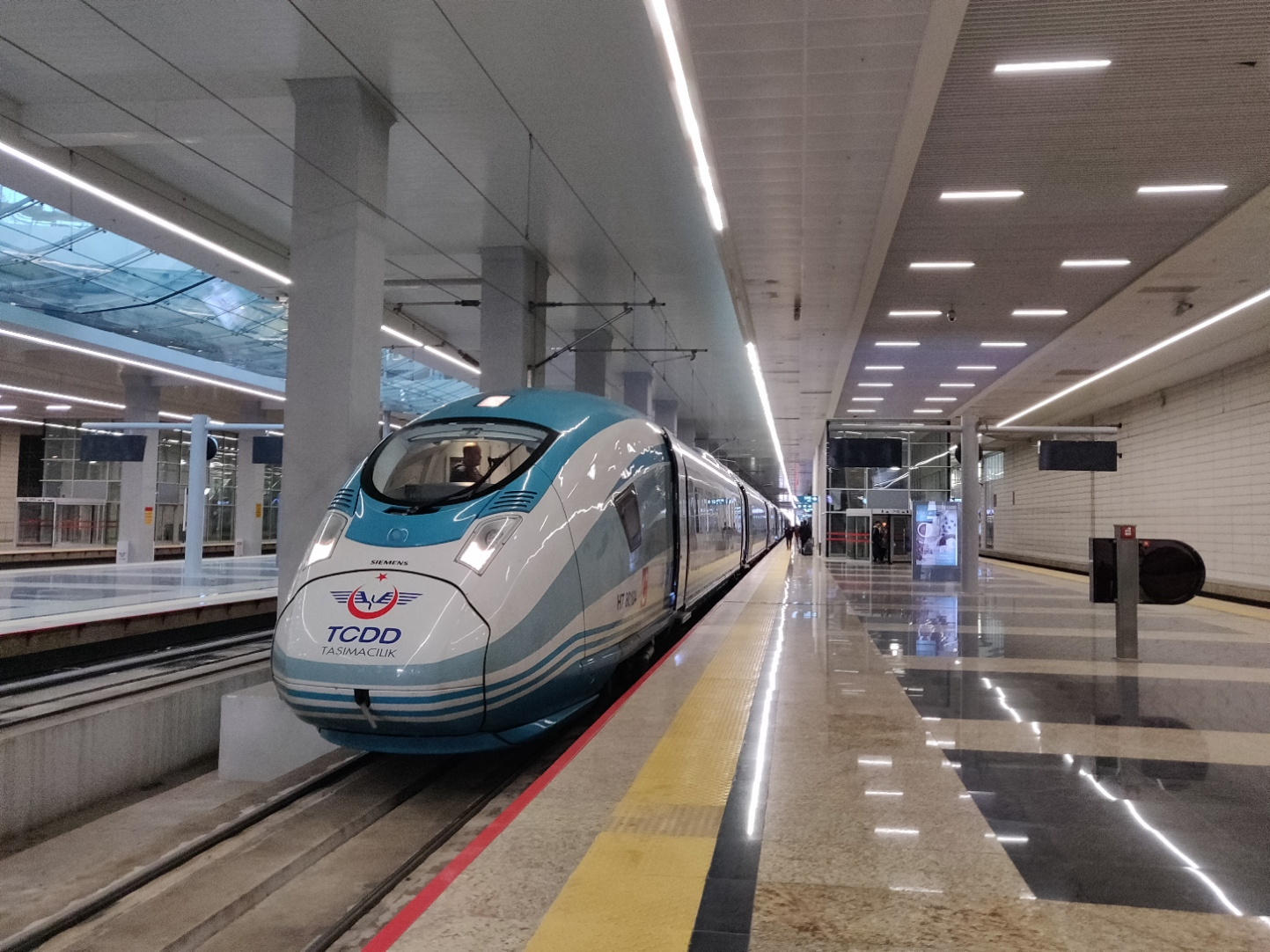
Velaro TR, TCDD HT80000
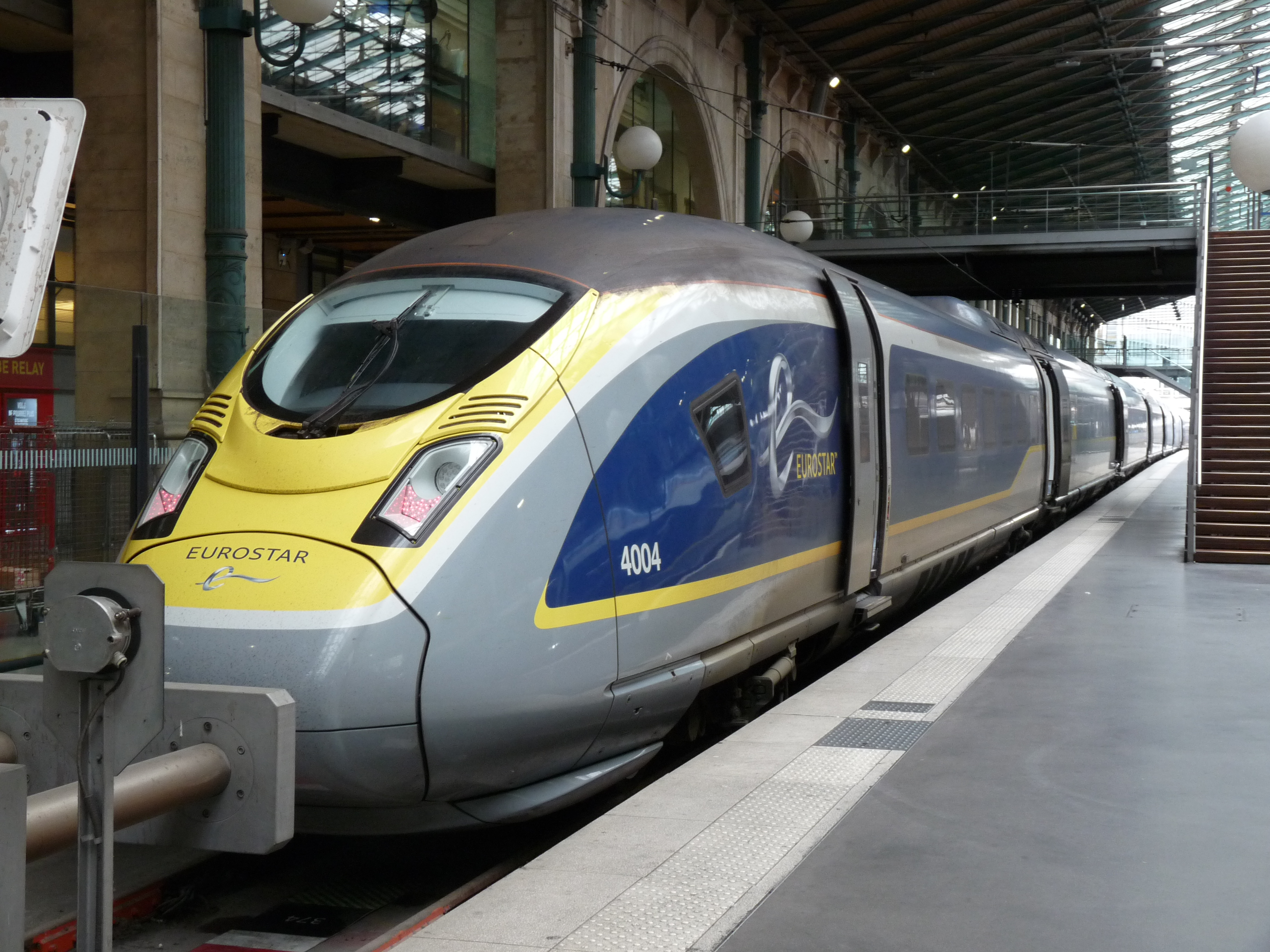
Velaro e320,  Eurostar (British Rail Class 374)
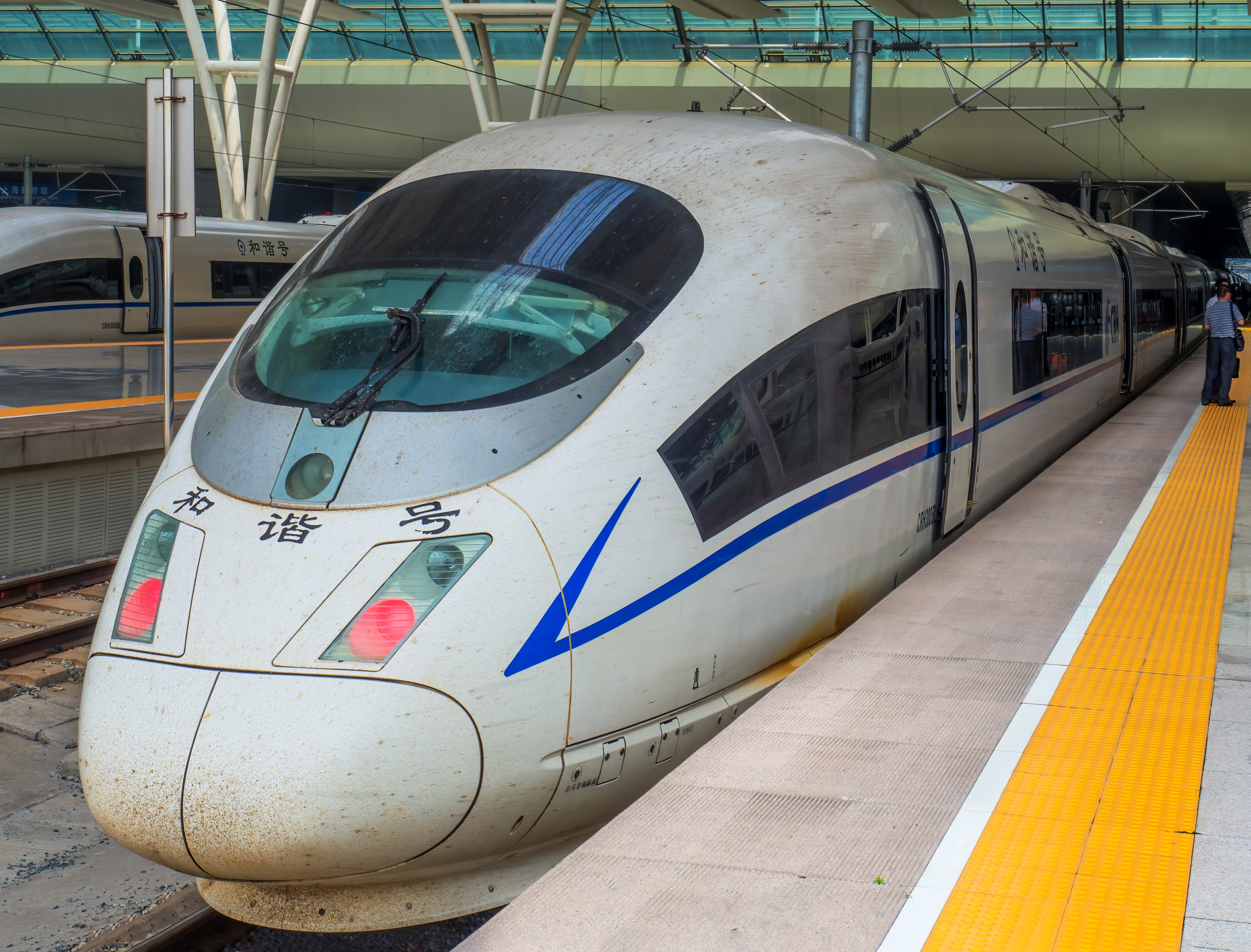
Velaro CN CRRC